# Hófehérke-barlang (Vértesszőlős)
A Hófehérke-barlang a Duna–Ipoly Nemzeti Parkban lévő Gerecse hegységben található egyik inaktív víznyelőbarlang. Denevérek is előfordulnak járataiban.

## Leírás
Vértesszőlős külterületén, a Halyagos-hegy ÉNy-i oldalába mélyedő Farkas-völgy felső szakaszából leágazó mellékvölgyben lévő töbör alján van a függőleges tengelyirányú és kiépített, mesterséges jellegű, vaslemez ajtóval lezárt bejárata. Beton kútgyűrűkkel van biztosítva bejárati aknájának felső 5 m-e.
A bejárati akna 7 m mélységben lévő alján kezdődő lapos, enyhén lejtő járat 5 m után kis terem oldalában ér véget. Ennek a 2–3 m² alapterületű, 2–4 m magas teremnek az aljáról kis lépcsőkkel tagolt, függőleges hasadék indul a barlang végpontjához. A beszivárgó vizek korróziójának hatására felső triász vastagpados mészkő K–Ny és ÉK–DNy irányú törésvonalai mentén jött létre. Falain eróziós formák is megfigyelhetők. Kevés az ásványi képződménye. Néhány kisméretű cseppkő látható benne. A Duna–Ipoly Nemzeti Park Igazgatóság engedélyével látogatható.
Levegőjének hőmérséklete 7,5–10 °C között változik, éves átlaga 8,8 °C. A Gerecse Barlangkutató és Természetvédő Egyesület végzett a Hófehérke-barlangban denevér-megfigyeléseket, amelyek során 3 denevérfaj; kis patkósdenevér, horgasszőrű denevér és közönséges denevér jelenlétét állapították meg a csoporttagok. Az észlelési adatok és a néha fellelhető friss ürülék alapján kis faj- és egyedszámú állandó téli denevérszálláshelynek tekinthető.
1976-ban volt először Hófehérke-barlangnak nevezve a barlang az irodalmában. Előfordul a barlang az irodalmában 16-os sz. víznyelő (Jáki, Gerber 1969), 16-os víznyelő (Jáki, Gerber 1969), 16.sz. viznyelő (Juhász 1978), 16. sz. víznyelő (Juhász 1994), 16.sz. víznyelő (Székely 1994), Tóni-barlang (F. T. 1978) és Tóni barlang (Dienes 1967) neveken is. Az 1967. évi bontásnál jelentős segítséget nyújtó Temesvölgyi Antal területi erdészvezető neve miatt lett a barlang neve Tóni-barlang. 1967-ben nevezte el róla a barlangot a Vasútépítő Törekvés Sportkör Barlangkutató Csoportja.

## Kutatástörténet
A Vasútépítő Törekvés Sportkör Barlangkutató Csoportja 1967-ben táborozott a Szőlősi Arany-lyuk közelében. A táborozás céljai között szerepelt a Szőlősi Arany-lyuk mellett lévő két töbör vizsgálata és a Szőlősi Arany-lyuk környékének áttekintése. A csoport bontotta a Szőlősi Arany-lyuk közelében lévő második töbröt. A töbörből feltárt barlang Tóni barlangnak lett elnevezve. A csoport 1967. évi jelentése szerint a Gerecse patakvízben szegény, de sok töbre van, amelyek összegyűjtik a hegység vizét. Valószínűleg egy nagy barlangrendszer van a föld alatt, amely vizét a tatai Fényes-forrásba és a tatabányai vízemelőhöz viszi. Feltételezhető, hogy a Tóni barlang ennek a barlangrendszernek az egyik bejárata.
Ennek bizonyítására fluoreszceinnel akarta megfesteni a barlang vizét, de ez a módszer a települések vízellátása miatt nem megoldható, ezért konyhasóval tervezte megjelölni a vizet, amelynek íze nem lesz érezhető. A csoport bontaná a Tóni barlang töbrétől kb. 10 m-re, az erdei út másik oldalán lévő másik töbröt és egy harmadik töbröt, amely kb. egy km-re van a Tóni barlangtól. Erről a három töbörről feltételezhető, hogy a nagy barlangrendszerben folytatódnak.
A Tatabányai Szénbányák Barlangkutató Csoport 1969. évi jelentésében az van írva, hogy a csoport Gyémánt Gyula által vezetett 3-as számú csoportja bontotta 1969-ben a 20 m átmérőjű és 5 m mély 16-os víznyelőt (16-os sz. víznyelőt) és a víznyelő alatt addig ismeretlen barlangot tárt fel. A víznyelő alján van a barlang bejárata. A barlang korábban ismeretlen volt, de a víznyelőt lehet, hogy említette Vigh Gyula a Turisták Lapja 1937. évi évfolyamában megjelent összeállításában, amelyben szó van az aranylyukakról. Az aranylyuk ponorbarlang nem azonos ezzel.
A feltáró munka megkezdésekor nagyon sok gondot okozott a víznyelő időszakos aktivitása. Esős időszakban a víz nagy mennyiségű törmeléket, korhadt fát hordott a bejárathoz. A hordalék eltávolítása után 9 m mélyen találták meg a csoporttagok a szálkőzetben kialakult bejáratot, amely két kis nyílásból állt. A barlang relatív mélysége 32 m. A víznyelőben jó a légcsere, a járatrendszer huzatos és feltételezhető, hogy szoros kapcsolatban van a délebben elhelyezkedő víznyelőkkel.
Az 1976-ban befejezett és Bertalan Károly által írt Magyarország barlangleltára kéziratban az olvasható, hogy a Hófehérke-barlangnak a Gerecse hegységben, a Tatabánya-Újvárosi szanatóriumtól kb. 2 km-re ÉK-re, Vértesszőlősön, a Halyagos-hegy fennsíkján van a bejárata. A 32 m mély barlang 6 m mély víznyelőből nyílik. 3 terme ismert az aktív víznyelőbarlangnak. A víznyelő aktivitása miatt veszélyes kutatni. A kézirat barlangra vonatkozó része egy publikáció alapján van írva.
1977 telén és tavaszán a Vértes László Karszt- és Barlangkutató Csoport dolgozott a Hófehérke-barlang eltömődött nyelőszájának kibontásán. Kb. 4–5 m³ törmelék eltávolításával sem sikerült bejutnia a barlangba. Az 1977-ben történt megállapodás miatt a munkát a Kőbányai Barlangkutató és Hegymászó Szakosztály folytatja.
A Vértes László Karszt- és Barlangkutató Csoport 1978. évi jelentése szerint a csoport az addigi eredmények miatt átértékelte a csoport által 1969-ben készült helyszínrajzot és ezért a 16.sz. viznyelő a Hófehérke-barlang. A 12., 13., 14. és 15. sz. víznyelők a Hófehérke-barlang töbörsora. A tagok a Hófehérke-barlang közelében feltárt barlangokat akarták elnevezni a hét törpe neveiről. A Hapci, Morgó és Szende javasolt nevek. A jelentéshez mellékelve lett egy 1:10.000 méretarányú helyszínrajz, amelyen a Halyagos-hegy barlangjainak és víznyelőinek elhelyezkedése látható. A helyszínrajzon jelölve van a Hófehérke-barlang helye.
Az 1978. évi MKBT Beszámolóban napvilágot látott a Vértes László Karszt- és Barlangkutató Csoport jelentésének nyomtatott változata. Az 1978. évi MKBT Meghívóban kiadott közleményben az olvasható, hogy a Kőbányai Barlangkutató és Hegymászó Szakosztály Gerecse csoportja bejutott 1977. november 6-án a Hófehérke-barlang (Tóni-barlang) első részébe. A Dienes István által vezetett Vasútépítő Törekvés barlangkutató csoport tárta fel a barlangot 1965–1966-ban és az azóta eltömődött bejáratot 4 m-es üledékréteg alól ásták ki a kutatók. Jelenleg 8 m mélyen folynak a munkák.
Az 1978. évi MKBT Beszámolóban publikált Kőbányai Barlangkutató és Hegymászó Szakosztály 1978. évi jelentése szerint az 1977 végén feltárt Hófehérke-barlangot a szakosztály 1978-ban addig a pontig tudta nagy pontossággal térképezni, amíg megengedték a járatok méretei. Áprilisban mérve lett a felszíni levegő hőmérséklete, valamint a barlang agyagfalánál a levegő hőmérséklete és a levegő nedvességtartalma. A szakosztály egész évben próbálta és több mint 400 óra vésés után, nagyon lassan tudta a Gyilokjárónak nevezett szűk hasadékot annyira kivésni, hogy részleges sikert érjen el.
December 30-án sikerült a Gyilokjárón átjutnia a szakosztály legvékonyabb emberének, Bajna Bálintnak az addig elérhetetlen alsó részbe. Bajna Bálint elkészítette az alsó rész térképvázlatát. Továbbjutás szempontjából bármennyire biztató is az elért teremből vezető nyelőrész, csak a felső hasadék tágítása után érdemes elkezdeni bontani. Bajor Tamás Horváth Árpád segítségével vizsgálta a barlangot mikrobiológiai szempontból. Az 550 minta elemzése a barlang élővilágáról ad áttekintést.

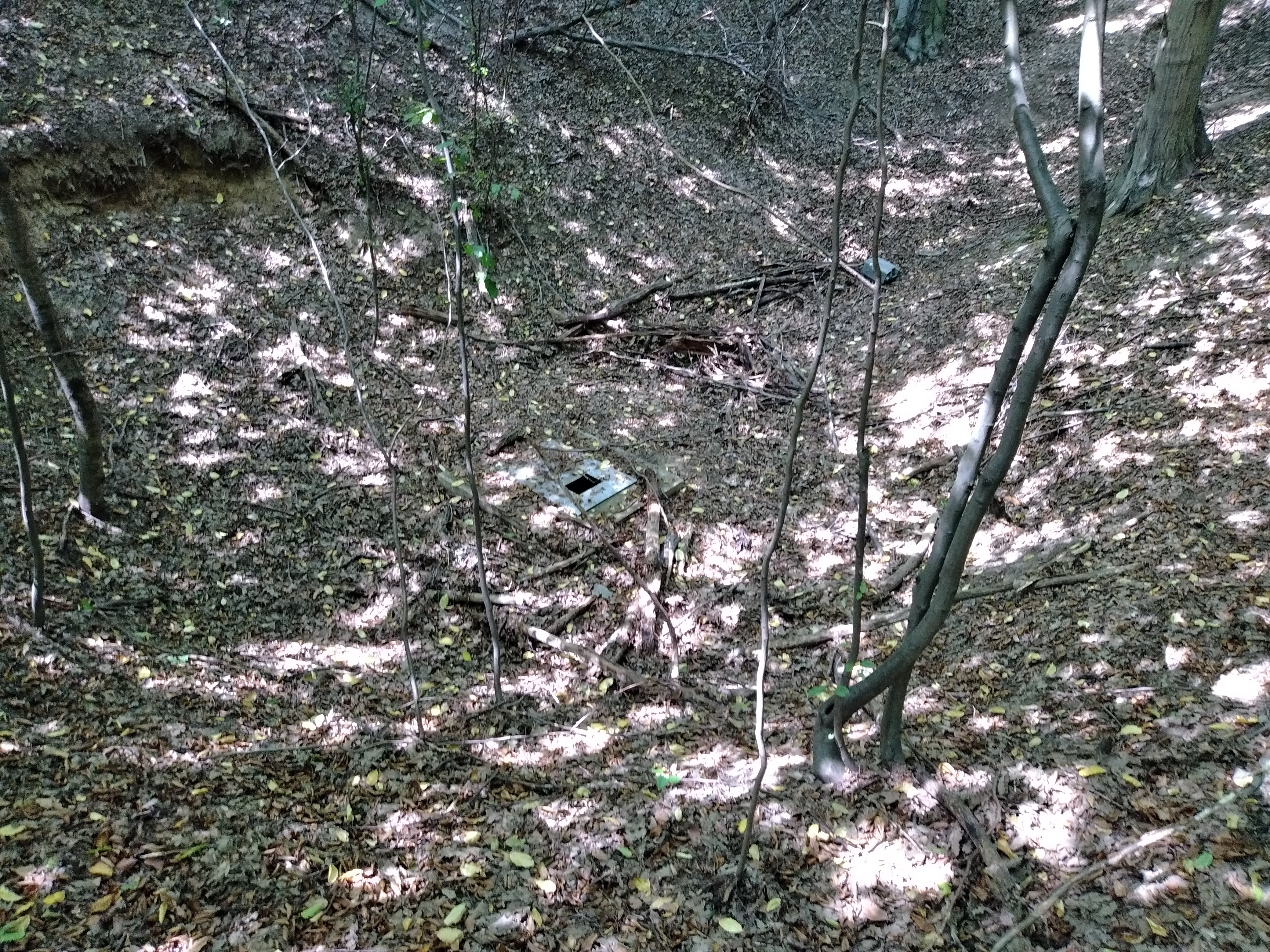
A barlang bejárata

A nyári tábor végén, felhőszakadás után annyira megtelt a barlang vízzel, hogy a víz a Gyilokjárót ellepte. Ez 70 m³ víznek felel meg óvatos becslés alapján. Földi Tibor, a nyári tábor vezetője egy hét múlva visszament a barlangba és nem látott benne vizet. A szakosztály úgy érzi, hogy a szakosztály továbbjutási esélyét növeli ez a tény. A jelentésben látható a barlang töbrét és a töbör környékét bemutató rajz, amelyet 1978 áprilisában L. Tóth Ilona és Lendvay Ákos készítettek, valamint a barlang hosszmetszet térképe és alaprajz térképe 5 keresztmetszettel amelyeket 1978 áprilisában L. Tóth Ilona és Lendvay Ákos készítettek. A kéziratba bekerült a Bajna Bálint által 1978. december 30-án bejárt résznek a Bajna Bálint általi felmérésen alapuló két hosszmetszet térképvázlata és alaprajz térképvázlata.
A Kőbányai Barlangkutató és Hegymászó Szakosztály 1979. évi jelentésében az van írva, hogy a Szőlősi Arany-lyukból, a Hófehérke-barlangból és a Névtelen-nyelőkből álló rendszer kutatásával (amelyeknek összefüggése a szakosztály által 1976-ban ki lett mutatva) a Gerecse legnagyobb barlangjainak feltárulását várja a szakosztály. A rendszer valószínűleg a Vértes László-barlang felett egyesül és járatainak mérete feltételezhetően akkora vagy szerencsés esetben nagyobb lesz, mint a magas termei miatt sokszor említett Vértes László-barlang mérete. Az sem elképzelhetetlen, hogy az egyesült barlangágak a Vértes László-barlang végpontja, a Szifon-terem alá vezetnek. Ebben az esetben a Gerecse legnagyobb és legmélyebb barlangja lenne. A Szőlősi Arany-lyuk rendszeréhez még 2 feltáratlan víznyelő tartozik, de lehet, hogy még 4–5 nyelővel is kapcsolatban van.
Kordos László 1979-ben megjelent jelentése szerint Lendvay Ákos fiatal holocén korú csontleleteket gyűjtött a barlangban. Az 1981. évi Karszt és Barlang 1–2. félévi számában nyilvánosságra lett hozva, hogy a Hófehérke-barlangnak 4630/29. a barlangkataszteri száma. Az 1982. évi MKBT Beszámolóban publikálva lett az 1978. évi csoportjelentéshez mellékelt helyszínrajz. Az 1984-ben kiadott Magyarország barlangjai című könyv országos barlanglistájában szerepel a Gerecse hegység barlangjai között a 4630/29 barlangkataszteri számú barlang Hófehérke-barlang néven Tóni-barlang névváltozattal. A listához kapcsolódóan látható a Dunazug-hegység barlangjainak földrajzi elhelyezkedését bemutató 1:500 000-es méretarányú térképen a barlang földrajzi elhelyezkedése. 1990-ben építette ki és zárta le a barlang bejáratát a Gerecse Barlangkutató Egyesület.
Az 1994. évi Limesben közölt, Visszapillantás a tatabányai barlangkutatás elmúlt 25 évére című tanulmányban az olvasható, hogy a Tatabányai Szénbányák Barlangkutató Csoportja 1969-ben kezdte el bontani a 16. sz. víznyelőt. Ebben az évben jelentős feltárási sikert ért el a Gyémánt Gyula által irányított munkacsoport, mert bejutott a víznyelőből a körülbelül 15 méter mély Hófehérke-barlangba. Ősszel dokumentáció készült az új barlangról. 1990-ben készült el a barlang bejáratának kiépítése és lezárása. A tanulmányban lévő, a tatabányai barlangkutató csoportok jelentősebb barlangfeltárásainak kronológiáját szemléltető ábrán nyomon követhető a barlang feltárástörténete. A publikációhoz mellékelve lett egy fénykép, amelyen a barlangbejárat 1990. évi kiépítése látható.
Az 1994. évi Limesben napvilágot látott, Denevérmegfigyelések a Gerecse-hegység barlangjaiban című összeállítás szerint az 1991 és 1994 között végzett 6 téli és 5 nyári denevérellenőrzés közül csak 1 téli volt eredményes. 1993. január 24-én egy kis patkósdenevért találtak Juhász Mártonék a barlangban. Fentiek, valamint az időnként fellelhető ürüléknyomok alapján a barlang alkalmi téli szálláshelynek minősíthető.
Az 1994. évi Limesben közölt, Székely Kinga által írt dolgozatban az van írva, hogy a 4630/29 barlangkataszteri számú Hófehérke-barlang további nevei 16.sz. víznyelő és Tóni-barlang. Bertalan Károly barlangleltárában a 34-es számú cédulán szerepel az üreg. A Barlangtani Intézetben a barlangnak nincs kataszteri törzslapja, fényképe és irodalmi törzslapja, de térképe és kutatási törzslapja van. Az 1994. évi Limesben publikált, Kordos László által írt összefoglalásban meg van említve, hogy 1979-ben Lendvay Ákos a barlangból meghatározásra nem alkalmas, állaguk alapján holocén csontmaradványokat gyűjtött. 1998. május 14-től a környezetvédelmi és területfejlesztési miniszter 13/1998. (V. 6.) KTM rendelete szerint a Duna–Ipoly Nemzeti Park Igazgatóság illetékességi területén, a Gerecse hegységben található Hófehérke-barlang az igazgatóság engedélyével látogatható. 2005. szeptember 1-től a környezetvédelmi és vízügyi miniszter 22/2005. (VIII. 31.) KvVM rendelete szerint a Duna–Ipoly Nemzeti Park Igazgatóság működési területén, a Gerecse hegységben található Hófehérke-barlang a felügyelőség engedélyével látogatható.
Juhász Márton 2007. évi tanulmányában az van írva, hogy a Vértesszőlősön lévő Hófehérke-barlang egyéb elnevezései a 16.sz. víznyelő és a Tóni-barlang. Közhiteles barlangnyilvántartási száma 4630-29, UTM-kódja CT07C2. Az inaktív víznyelőbarlang 40 m hosszú és 22 m mély. 13 m mélyen található végpontja egy járhatatlanul szűk hasadék, amely alatt egy lefelé táguló 9 m mély akna látszik. A rácsajtóval lezárt bejáratú barlang a Duna–Ipoly Nemzeti Park Igazgatóság vagyonkezelői hozzájárulásával látogatható. Védelmi intézkedés, beavatkozás jelenleg nem szükséges. A barlangban a Gerecse Barlangkutató és Természetvédő Egyesület 1991 és 2006 között 31 téli, 16 tavaszi, 25 nyári és 22 őszi (összesen 94) denevér-megfigyelést végzett, amelyek közül 17 téli, 4 tavaszi és 4 őszi (összesen 25) volt eredményes. Az ellenőrzések 2000–2003 között és 2005-ben havonta történtek. A barlangban végzett denevér-megfigyelésekkel kapcsolatos irodalom Juhász Márton 12 kéziratából áll.
| Dátum                | Rhin. hip. | Myo. nat. | Myo. myo. |
| -------------------- | ---------- | --------- | --------- |
| 1993. január 24.     | 1          | –         | –         |
| 1997. október 28.    | 1          | –         | –         |
| 1997. december 6.    | 1          | –         | –         |
| 1998. január 18.     | 1          | –         | –         |
| 1998. december 5.    | –          | 1         | –         |
| 1999. január 31.     | –          | –         | 1         |
| 1999. december 29.   | 1          | –         | –         |
| 2000. február 6.     | 1          | –         | –         |
| 2000. február 26.    | 1          | –         | –         |
| 2000. november 25.   | 1          | –         | –         |
| 2001. február 27.    | 1          | –         | –         |
| 2002. február 26.    | 1          | –         | –         |
| 2002. március 26.    | 1          | –         | –         |
| 2002. május 26.      | 1          | –         | –         |
| 2002. szeptember 27. | 1          | –         | –         |
| 2002. december 27.   | 1          | –         | –         |
| 2003. február 25.    | 1          | –         | –         |
| 2003. március 25.    | 1          | –         | –         |
| 2003. november 28.   | 1          | –         | –         |
| 2003. december 28.   | 2          | –         | –         |
| 2004. december 28.   | 2          | –         | –         |
| 2005. január 30.     | 1          | –         | –         |
| 2005. február 26.    | 1          | –         | –         |
| 2005. április 27.    | 1          | –         | –         |
| 2006. február 28.    | 1          | –         | –         |

## Denevér-megfigyelések
| \| Dátum \| Rhin. hip. \| Myo. nat. \| Myo. myo. \| Ple. aur. \| \| -------------------- \| ---------- \| --------- \| --------- \| --------- \| \| 1991. január 13. \| – \| – \| – \| – \| \| 1991. június 9. \| – \| – \| – \| – \| \| 1991. október 20. \| – \| – \| – \| – \| \| 1991. december 15. \| – \| – \| – \| – \| \| 1993. január 24. \| 1 \| – \| – \| – \| \| 1997. január 25. \| – \| – \| – \| – \| \| 1997. június 29. \| – \| – \| – \| – \| \| 1997. október 28. \| 1 \| – \| – \| – \| \| 1997. december 6. \| 1 \| – \| – \| – \| \| 1998. január 18. \| 1 \| – \| – \| – \| \| 1998. május 30. \| – \| – \| – \| – \| \| 1998. október 4. \| – \| – \| – \| – \| \| 1998. december 5. \| – \| 1 \| – \| – \| \| 1999. január 31. \| – \| – \| 1 \| – \| \| 1999. december 29. \| 1 \| – \| – \| – \| \| 2000. február 6. \| 1 \| – \| – \| – \| \| 2000. február 26. \| 1 \| – \| – \| – \| \| 2000. november 25. \| 1 \| – \| – \| – \| \| 2001. január 28. \| – \| – \| – \| – \| \| 2001. február 27. \| 1 \| – \| – \| – \| \| 2001. március 24. \| – \| – \| – \| – \| \| 2001. április 21. \| – \| – \| – \| – \| \| 2001. május 26. \| – \| – \| – \| – \| \| 2001. június 23. \| – \| – \| – \| – \| \| 2001. július 29. \| – \| – \| – \| – \| \| 2001. augusztus 26. \| – \| – \| – \| – \| \| 2001. szeptember 28. \| – \| – \| – \| – \| \| 2001. október 28. \| – \| – \| – \| – \| \| 2001. november 28. \| – \| – \| – \| – \| \| 2001. december 28. \| – \| – \| – \| – \| \| 2002. január 27. \| – \| – \| – \| – \| \| 2002. február 26. \| 1 \| – \| – \| – \| \| 2002. március 26. \| 1 \| – \| – \| – \| \| 2002. április 28. \| – \| – \| – \| – \| \| 2002. május 26. \| 1 \| – \| – \| – \| \| 2002. június 23. \| – \| – \| – \| – \| \| 2002. július 27. \| – \| – \| – \| – \| \| 2002. augusztus 25. \| – \| – \| – \| – \| \| 2002. szeptember 27. \| 1 \| – \| – \| – \| \| 2002. október 27. \| – \| – \| – \| – \| \| 2002. november 24. \| – \| – \| – \| – \| \| 2002. december 27. \| 1 \| – \| – \| – \| \| 2003. január 25. \| – \| – \| – \| – \| \| 2003. február 25. \| 1 \| – \| – \| – \| \| 2003. március 25. \| 1 \| – \| – \| – \| \| 2003. április 27. \| – \| – \| – \| – \| \| 2003. május 28. \| – \| – \| – \| – \| \| 2003. június 28. \| – \| – \| – \| – \| \| 2003. július 30. \| – \| – \| – \| – \| \| 2003. augusztus 26. \| – \| – \| – \| – \| \| 2003. szeptember 28. \| – \| – \| – \| – \| \| 2003. október 25. \| – \| – \| – \| – \| \| 2003. november 28. \| 1 \| – \| – \| – \| \| 2003. december 28. \| 2 \| – \| – \| – \| \| 2004. február 28. \| – \| – \| – \| – \| \| 2004. június 28. \| – \| – \| – \| – \| \| 2004. szeptember 25. \| – \| – \| – \| – \| \| 2004. december 28. \| 2 \| – \| – \| – \| \| 2005. január 30. \| 1 \| – \| – \| – \| \| 2005. február 26. \| 1 \| – \| – \| – \| \| 2005. április 27. \| 1 \| – \| – \| – \| \| 2006. február 28. \| 1 \| – \| – \| – \| \| 2006. június 3. \| – \| – \| – \| – \| \| 2006. szeptember 17. \| – \| – \| – \| – \| \| 2006. december 16. \| – \| – \| – \| – \| \| 2009. február 28. \| – \| – \| – \| – \| \| 2009. május 31. \| – \| – \| – \| – \| \| 2009. október 3. \| – \| – \| – \| – \| \| 2009. december 28. \| 1 \| – \| – \| – \| \| 2010. április 14. \| – \| – \| – \| – \| \| 2010. június 26. \| – \| – \| – \| – \| \| 2010. augusztus 15. \| – \| – \| – \| – \| \| 2010. december 8. \| – \| – \| – \| – \| \| 2011. június 11. \| – \| – \| – \| – \| \| 2011. december 30. \| 1 \| – \| – \| – \| \| 2012. január 14. \| 1 \| – \| – \| – \| \| 2012. április 21. \| – \| – \| – \| – \| \| 2012. augusztus 26. \| – \| – \| – \| – \| \| 2012. november 2. \| 3 \| – \| – \| – \| \| 2013. február 23. \| – \| – \| – \| – \| \| 2013. március 3. \| 1 \| – \| – \| 1 \| \| 2013. március 11. \| 2 \| – \| – \| – \| \| 2013. április 1. \| – \| – \| – \| – \| \| 2013. április 27. \| – \| – \| – \| – \| \| 2013. június 2. \| – \| – \| – \| – \| \| 2013. szeptember 29. \| – \| – \| – \| – \| \| 2013. december 2. \| – \| – \| – \| – \| \| 2014. január 20. \| – \| – \| – \| – \| \| 2014. február 21. \| 4 \| – \| – \| – \| \| 2014. március 2. \| 2 \| – \| 2 \| – \| \| 2014. július 5. \| – \| – \| – \| – \| |            |           |           |           |
| Dátum | Rhin. hip. | Myo. nat. | Myo. myo. | Ple. aur. |
| 1991. január 13. | –          | –         | –         | –         |
| 1991. június 9. | –          | –         | –         | –         |
| 1991. október 20. | –          | –         | –         | –         |
| 1991. december 15. | –          | –         | –         | –         |
| 1993. január 24. | 1          | –         | –         | –         |
| 1997. január 25. | –          | –         | –         | –         |
| 1997. június 29. | –          | –         | –         | –         |
| 1997. október 28. | 1          | –         | –         | –         |
| 1997. december 6. | 1          | –         | –         | –         |
| 1998. január 18. | 1          | –         | –         | –         |
| 1998. május 30. | –          | –         | –         | –         |
| 1998. október 4. | –          | –         | –         | –         |
| 1998. december 5. | –          | 1         | –         | –         |
| 1999. január 31. | –          | –         | 1         | –         |
| 1999. december 29. | 1          | –         | –         | –         |
| 2000. február 6. | 1          | –         | –         | –         |
| 2000. február 26. | 1          | –         | –         | –         |
| 2000. november 25. | 1          | –         | –         | –         |
| 2001. január 28. | –          | –         | –         | –         |
| 2001. február 27. | 1          | –         | –         | –         |
| 2001. március 24. | –          | –         | –         | –         |
| 2001. április 21. | –          | –         | –         | –         |
| 2001. május 26. | –          | –         | –         | –         |
| 2001. június 23. | –          | –         | –         | –         |
| 2001. július 29. | –          | –         | –         | –         |
| 2001. augusztus 26. | –          | –         | –         | –         |
| 2001. szeptember 28. | –          | –         | –         | –         |
| 2001. október 28. | –          | –         | –         | –         |
| 2001. november 28. | –          | –         | –         | –         |
| 2001. december 28. | –          | –         | –         | –         |
| 2002. január 27. | –          | –         | –         | –         |
| 2002. február 26. | 1          | –         | –         | –         |
| 2002. március 26. | 1          | –         | –         | –         |
| 2002. április 28. | –          | –         | –         | –         |
| 2002. május 26. | 1          | –         | –         | –         |
| 2002. június 23. | –          | –         | –         | –         |
| 2002. július 27. | –          | –         | –         | –         |
| 2002. augusztus 25. | –          | –         | –         | –         |
| 2002. szeptember 27. | 1          | –         | –         | –         |
| 2002. október 27. | –          | –         | –         | –         |
| 2002. november 24. | –          | –         | –         | –         |
| 2002. december 27. | 1          | –         | –         | –         |
| 2003. január 25. | –          | –         | –         | –         |
| 2003. február 25. | 1          | –         | –         | –         |
| 2003. március 25. | 1          | –         | –         | –         |
| 2003. április 27. | –          | –         | –         | –         |
| 2003. május 28. | –          | –         | –         | –         |
| 2003. június 28. | –          | –         | –         | –         |
| 2003. július 30. | –          | –         | –         | –         |
| 2003. augusztus 26. | –          | –         | –         | –         |
| 2003. szeptember 28. | –          | –         | –         | –         |
| 2003. október 25. | –          | –         | –         | –         |
| 2003. november 28. | 1          | –         | –         | –         |
| 2003. december 28. | 2          | –         | –         | –         |
| 2004. február 28. | –          | –         | –         | –         |
| 2004. június 28. | –          | –         | –         | –         |
| 2004. szeptember 25. | –          | –         | –         | –         |
| 2004. december 28. | 2          | –         | –         | –         |
| 2005. január 30. | 1          | –         | –         | –         |
| 2005. február 26. | 1          | –         | –         | –         |
| 2005. április 27. | 1          | –         | –         | –         |
| 2006. február 28. | 1          | –         | –         | –         |
| 2006. június 3. | –          | –         | –         | –         |
| 2006. szeptember 17. | –          | –         | –         | –         |
| 2006. december 16. | –          | –         | –         | –         |
| 2009. február 28. | –          | –         | –         | –         |
| 2009. május 31. | –          | –         | –         | –         |
| 2009. október 3. | –          | –         | –         | –         |
| 2009. december 28. | 1          | –         | –         | –         |
| 2010. április 14. | –          | –         | –         | –         |
| 2010. június 26. | –          | –         | –         | –         |
| 2010. augusztus 15. | –          | –         | –         | –         |
| 2010. december 8. | –          | –         | –         | –         |
| 2011. június 11. | –          | –         | –         | –         |
| 2011. december 30. | 1          | –         | –         | –         |
| 2012. január 14. | 1          | –         | –         | –         |
| 2012. április 21. | –          | –         | –         | –         |
| 2012. augusztus 26. | –          | –         | –         | –         |
| 2012. november 2. | 3          | –         | –         | –         |
| 2013. február 23. | –          | –         | –         | –         |
| 2013. március 3. | 1          | –         | –         | 1         |
| 2013. március 11. | 2          | –         | –         | –         |
| 2013. április 1. | –          | –         | –         | –         |
| 2013. április 27. | –          | –         | –         | –         |
| 2013. június 2. | –          | –         | –         | –         |
| 2013. szeptember 29. | –          | –         | –         | –         |
| 2013. december 2. | –          | –         | –         | –         |
| 2014. január 20. | –          | –         | –         | –         |
| 2014. február 21. | 4          | –         | –         | –         |
| 2014. március 2. | 2          | –         | 2         | –         |
| 2014. július 5. | –          | –         | –         | –         |

## További irodalom
- Gyémánt Gyula: A Déli-Gerecse karsztos jelenségei és ezek összefüggései a bányászattal. Tatabányai Szénbányák Műszaki-Közgazdasági Közleményei, 1971. (10. évf.) 160–163. old.